# Dombey and Son (filme)
Dombey and Son é um filme mudo britânico de 1917, do gênero drama, dirigido por Maurice Elvey e estrelado por Norman McKinnel, Lilian Braithwaite e Hayford Hobbs. É uma adaptação do romance Dombey and Son, de Charles Dickens.

## Elenco

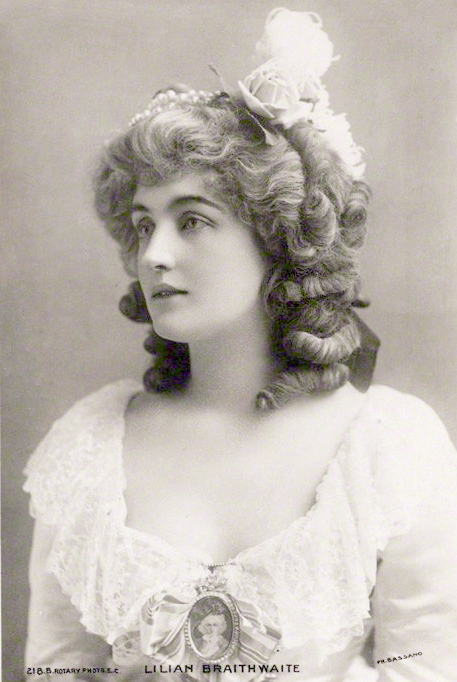
Lilian Braithwaite

- Norman McKinnel - Paul Dombey
- Lilian Braithwaite - Edith Dombey
- Hayford Hobbs - Walter Dombey
- Odette Goimbault - Florence Dombey
- Douglas Munro - Salomão Gillis
- Jerrold Robertshaw - Carker
- Fewlass Llewellyn - Bagstock
- Will Corrie - Capitão Scuttle
- Evelyn Walsh Hall - Sra. Skenton